# Fortalicja Szafrańców w Seceminie
Fortalicja Szafrańców w Seceminie – relikty obronnej siedziby możnowładczej (fortalicji) rodu Szafrańców zlokalizowane w zachodniej części Secemina w województwie świętokrzyskim (powiat włoszczowski), w pobliżu kościoła św. Katarzyny i św. Jana Apostoła, na zachód od rynku, wśród pozostałości parku z XVIII wieku. Stanowi jeden z trzech najstarszych obiektów w obrębie układu urbanistycznego Secemina.
Relikty mają formę czworokątnego, wyraźnego kopca o wymiarach majdanu około 50 x 50 metrów, wyniesionego w stosunku do poziomu otaczającego gruntu od 0,5 do prawie 3 metrów. Kopiec otacza szeroka na 9-23 metry fosa, która jest i była w przeszłości nawodniona (kiedyś łączyła się ze stawem). W północnej części kopca ród Czarnockich około 1752 wzniósł drewniany dwór, który oparł się na murowanych piwnicach fortalicji oraz takim samym cokole (wówczas rozebrano pierwotną fortalicję). Obiekt ten przebudowano w 1878 z inicjatywy rodziny Lohmanów na kamienny. Został on rozebrany w 1975.
Przeprowadzone w 2004 przez Czesława Hadamika i Jacka Koja badania archeologiczne wykazały, że siedziba obronna pochodzi z okresu późnego średniowiecza. Opis lustratorów podatkowych z 1540 określił obiekt jako fortalicium, curia et praedium. Wykopaliska pozwoliły odkryć kamienny mur fundamentowy o wymiarach 10 x 13,5 metra, stanowiący element wieży mieszkalno-obronnej, a także pokłady miału ceglanego, świadczące o tym, że istniał tu piec do wypalania cegieł poprzedzający budowę fortalicji, gdzie być może wypalano cegłę do budowy kościoła parafialnego (jego konsekracja nastąpiła w 1402).
Czesław Hadamik opisał historię założenia następująco: siedziba ta ewoluowała [...] od późnośredniowiecznego modelu „wieży na kopcu” w kierunku „dworu na kopcu” i nowożytnej fortalicji, cały czas zachowując, a nawet powiększając swoje walory obronne przy jednoczesnym zwiększeniu walorów rezydencjonalnych.
Zaniedbany teren z zarośniętą fosą uporządkowano i udostępniono turystom w 2016 (wytyczono ścieżki, zamontowano oświetlenie i przerzucono most nad fosą).